# Virgil Huzum
Virgil Huzum (n. 12 decembrie 1905 – d. 7 iulie 1987) a fost un farmacist și poet român. 

## Biografie
Virgil Huzum s-a născut în Ianca, ca fiu al Clarei (n. Andoniu) și al lui Ioan Huzum (1877-1943), farmacist.
A urmat în Darabani (județul Botoșani) și Focșani, școala primară, apoi Liceul „Unirea" din Focșani (absolvit în 1923). A urmat Facultatea de Farmacie din București (1923-1929) și cursurile Facultății de Litere și Filozofie din București (1926-1931), unde va obține licența cu mențiunea magna cum laude. 
A deținut în Focșani împreună cu tatăl său, Ioan Huzum, „Farmacia I. Huzum & Fiu“ (1931-1949). Astăzi se regăsesc obiecte din farmacia înființată de Ioan Huzum într-una din sălile Muzeului Unirii din Focșani. Virgil Huzum a luat parte la cel de-al Doilea Război Mondial (1941). 
A fost căsătorit cu Maria Marta Kogălniceanu, „din a patra generație a neamului Kogălnicenilor.”

## Activitatea literară
A debutat cu versuri în Anuarul Societății de Lectură „Gr. Alexandrescu” din cursul superior al Liceului „Unirea” din Focșani. În anul 1924, debutează în ziarul Adevărul literar și artistic, iar debutul editorial în 1926 cu parodii și pastișe poetice „À la manière de ...”.

### Poezii
- À la manière de ..., Ed. Învățătorul român, Focșani, 1926;
- Bolta bizantină, Ed. Socec, București, 1929;
- Zenit, 1936;
- Mirajul sunetelor, Ed. Cartea Românească, 1973.

## Premii și distincții
- 1936 — Premiul Societății Scriitorilor Români pentru placheta „Zenit”.